# Chilly-le-Vignoble
Chilly-le-Vignoble is een gemeente in het Franse departement Jura (regio Bourgogne-Franche-Comté) en telt 443 inwoners (2005). De plaats maakt deel uit van het arrondissement Lons-le-Saunier.

## Geografie
De oppervlakte van Chilly-le-Vignoble bedraagt 3,1 km², de bevolkingsdichtheid is 142,9 inwoners per km².

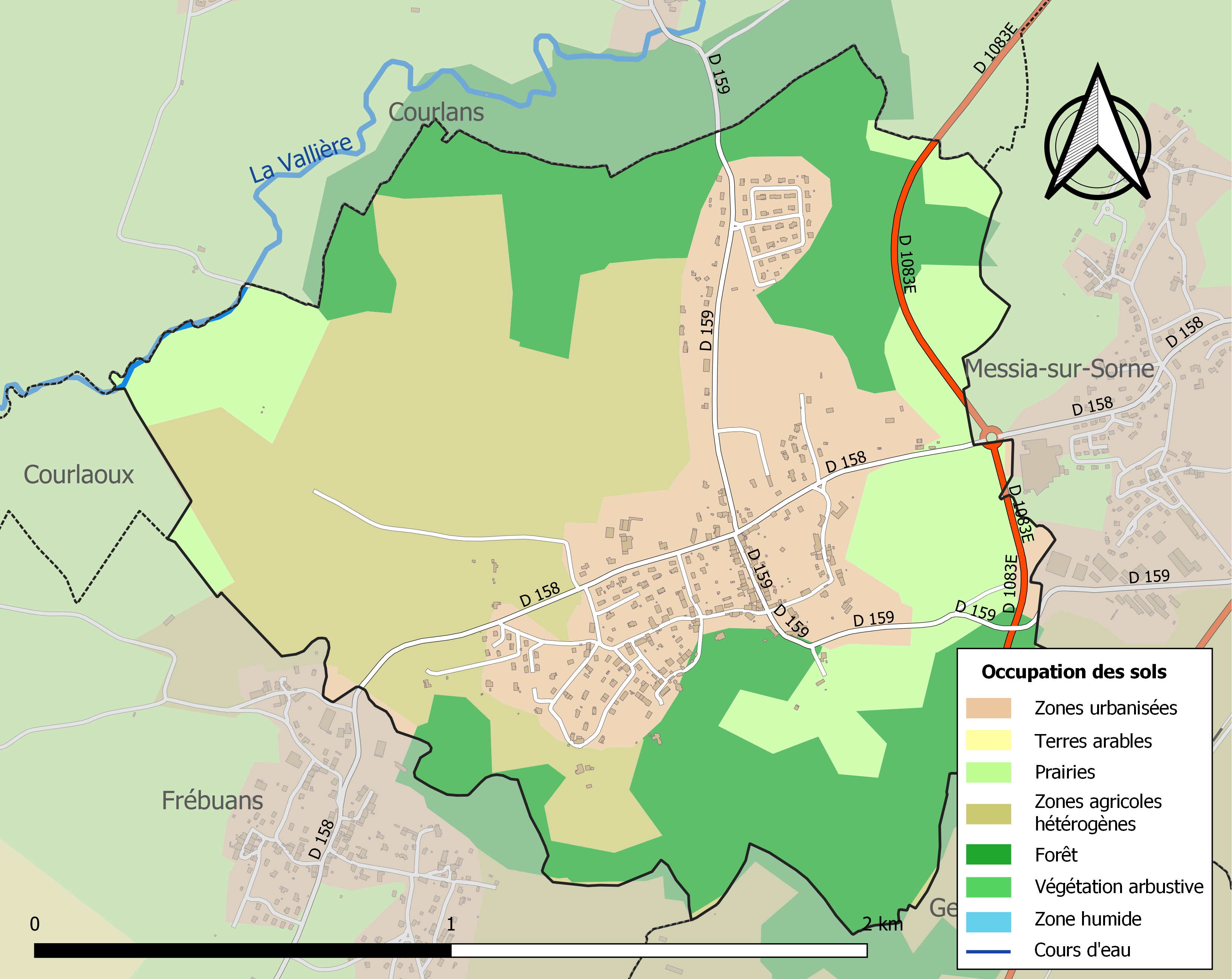
Kaart van de gemeente met de belangrijkste infrastructuur, bodemgebruik en omliggende gemeenten

## Demografie
Onderstaande figuur toont het verloop van het inwonertal (bron: INSEE-tellingen).